# 12874 Poisson
12874 Poisson este o planetă minoră (asteroid), cu un diametru de 5,431 km, din centura de asteroizi. A fost descoperită pe 19 august 1998 la Prescott Observatory⁠(d) de Paul G. Comba⁠(d) și a fost numită după Siméon Denis Poisson. 
Obiectul prezintă o orbită caracterizată de o semiaxă mare de 2,8470487 UAi, o excentricitate de 0,06, o înclinație de 1,76229 ° în raport cu ecliptica.